# Bowleys Quarters
 (juillet 2025).
Bowleys Quarters est une census-designated place située dans le comté de Baltimore, dans l’État du Maryland, aux États-Unis. Lors du recensement de 2020, elle comptait 6 853 habitants.